# Drenovci
Drenovci es un municipio de Croacia en el condado de Vukovar-Sirmia.

## Geografía
Se encuentra a una altitud de 81 m s. n. m. a 280 km de la capital nacional, Zagreb.

## Demografía
En el censo 2011 el total de población del municipio fue de 5174 habitantes, distribuidos en las siguientes localidades:
- Drenovci - 1946
- Đurići - 286
- Posavski Podgajci - 1255
- Račinovci - 700
- Rajevo Selo - 987

| Gráfica de población de Drenovci 1857-2011                          |
|                                                                     |
| Según los censos de población de la oficina estadística de Croacia. |